# Hainite-(Y)
La hainite-(Y) è un minerale.